# Sant Bertomiu e Groson
Saint-Barthélemy-Grozon és un municipi francès situat al departament de l'Ardecha i a la regió d'Alvèrnia-Roine-Alps. L'any 2007 tenia 516 habitants.

## Demografia

### Població
El 2007 la població de fet de Saint-Barthélemy-Grozon era de 516 persones. Hi havia 216 famílies de les quals 66 eren unipersonals (37 homes vivint sols i 29 dones vivint soles), 79 parelles sense fills, 50 parelles amb fills i 21 famílies monoparentals amb fills.
La població ha evolucionat segons el següent gràfic:
Habitants censats

### Habitatges
El 2007 hi havia 368 habitatges, 226 eren l'habitatge principal de la família, 112 eren segones residències i 29 estaven desocupats. 335 eren cases i 32 eren apartaments. Dels 226 habitatges principals, 164 estaven ocupats pels seus propietaris, 60 estaven llogats i ocupats pels llogaters i 2 estaven cedits a títol gratuït; 16 tenien dues cambres, 47 en tenien tres, 66 en tenien quatre i 98 en tenien cinc o més. 163 habitatges disposaven pel capbaix d'una plaça de pàrquing. A 111 habitatges hi havia un automòbil i a 91 n'hi havia dos o més.

### Piràmide de població
La piràmide de població per edats i sexe el 2009 era:
| Homes | Edats   | Dones |
| ----- | ------- | ----- |
| 0     | 95 o +  | 0     |
| 0     | 90 a 94 | 4     |
| 8     | 85 a 89 | 0     |
| 4     | 80 a 84 | 4     |
| 8     | 75 a 79 | 16    |
| 8     | 70 a 74 | 8     |
| 28    | 65 a 69 | 20    |
| 8     | 60 a 64 | 24    |
| 12    | 55 a 59 | 8     |
| 16    | 50 a 54 | 4     |
| 8     | 45 a 49 | 20    |
| 16    | 40 a 44 | 16    |
| 28    | 35 a 39 | 32    |
| 4     | 30 a 34 | 8     |
| 28    | 25 a 29 | 8     |
| 8     | 20 a 24 | 12    |
| 20    | 15 a 19 | 16    |
| 16    | 10 a 14 | 20    |
| 20    | 5 a 9   | 8     |
| 12    | 0 a 4   | 0     |

## Economia
El 2007 la població en edat de treballar era de 316 persones, 227 eren actives i 89 eren inactives. De les 227 persones actives 206 estaven ocupades (108 homes i 98 dones) i 21 estaven aturades (10 homes i 11 dones). De les 89 persones inactives 32 estaven jubilades, 28 estaven estudiant i 29 estaven classificades com a «altres inactius».

### Ingressos
El 2009 a Saint-Barthélemy-Grozon hi havia 210 unitats fiscals que integraven 488,5 persones, la mediana anual d'ingressos fiscals per persona era de 14.129 €.

### Activitats econòmiques
Dels 13 establiments que hi havia el 2007, 1 era d'una empresa alimentària, 1 d'una empresa de fabricació d'altres productes industrials, 6 d'empreses de construcció, 1 d'una empresa de comerç i reparació d'automòbils, 1 d'una empresa d'hostatgeria i restauració, 1 d'una empresa immobiliària, 1 d'una empresa de serveis i 1 d'una empresa classificada com a «altres activitats de serveis».
Dels 5 establiments de servei als particulars que hi havia el 2009, 1 era un paleta, 3 lampisteries i 1 saló de bellesa.
Dels 2 establiments comercials que hi havia el 2009, 1 era una botiga de menys de 120 m² i 1 una fleca.
L'any 2000 a Saint-Barthélemy-Grozon hi havia 28 explotacions agrícoles que ocupaven un total de 624 hectàrees.

## Equipaments sanitaris i escolars
El 2009 hi havia 2 escoles elementals.

## Poblacions més properes
El següent diagrama mostra les poblacions més properes.